# Pala di Serravalle
Madonna con Bambino in gloria e santi Andrea e Pietro, detta anche pala di Serravalle è un dipinto di Tiziano Vecellio, custodito nella chiesa di Santa Maria Nova, nel quartiere di Serravalle a Vittorio Veneto.

## Storia
Per questa pala d'altare, votata dal Consiglio di Serravalle per la chiesa di Santa Maria nella primavera 1542, era stato inizialmente scelto il pittore locale coevo Francesco da Milano, tra i più attivi artisti vittoriesi del XVI secolo, ma, alla successiva votazione, il Consiglio decretò poco conveniente il primo artista e optò, anche per questioni di prestigio degli stessi committenti, per Tiziano, al quale nello stesso anno veniva commissionato, sui vicini colli, il polittico di Castello Roganzuolo.
L'affare col pittore cadorino va definitivamente in porto nell'autunno dello stesso anno; il pagamento, dilazionato nel tempo, ammonterà a 250 ducati.
L'opera viene probabilmente completata tra 1547 e 1548, ma, causa complicazioni dovute a ulteriori richieste di denaro al Consiglio da parte del pittore, la consegna avrà luogo solamente nei primi anni '50. Dopo la consegna, proseguiranno in sede legale le dispute sul pagamento.
La pala di Serravalle è rimasta nella sede originale fino a oggi. Nei secoli ha subito un deterioramento progressivo, già documentato nel tardo XVII secolo e acuito da erronei restauri interpretativi, come quello del 1865. Tuttavia l'opera ha beneficiato di due fondamentali interventi tra 1991 e 2000, i quali hanno restituito i colori originali alla grande tavola.